# Большая Пушкарская улица
Больша́я Пушка́рская у́лица — улица в Петроградском районе Санкт-Петербурга. Проходит от Съезжинской улицы до Каменноостровского проспекта. На юг продолжается переулком Нестерова.
Наряду с проходящими параллельно ей Большим и Малым проспектами является одной из трёх главных транспортных артерий, связывающих юго-западную часть Петроградского района с его центральными и северными территориями.

## Транспорт
Движение транспорта одностороннее, с юго-запада на северо-восток — от Съезжинской улицы к Каменноостровскому проспекту (движение в обратном направлении осуществляется по Большому проспекту). До ноября 1985 г. направление движения было противоположным (от Каменноостровского проспекта к Съезжинской улице).
По улице проходят следующие маршруты наземного общественного транспорта:
- Троллейбус: 1, 9, 31.
- Автобус: 1, 10, 25, 128, 185, 227, 230, 249, 275.

## История
Улица была проложена во второй четверти XVIII века на территории воинских частей Санкт-Петербургского гарнизона. В середине XVIII века она называлась Малой Офицерской улицей. Название Большая Пушкарская, как и название проходящей параллельно ей Малой Пушкарской улицы (первоначально называвшейся 2-й Пушкарской), закреплено в 1798 году и происходит от находившихся на этом участке пушкарских слобод и Конторы артиллерии гарнизонной команды.

## Достопримечательности и городские объекты
Ниже используется современная нумерация домов. В первой четверти XX века нумерация была более плотной: последний дом по нечётной стороне имел номер 61 (теперь 47), по чётной — 68 (теперь 64).

### От Съезжинской до Введенской улицы

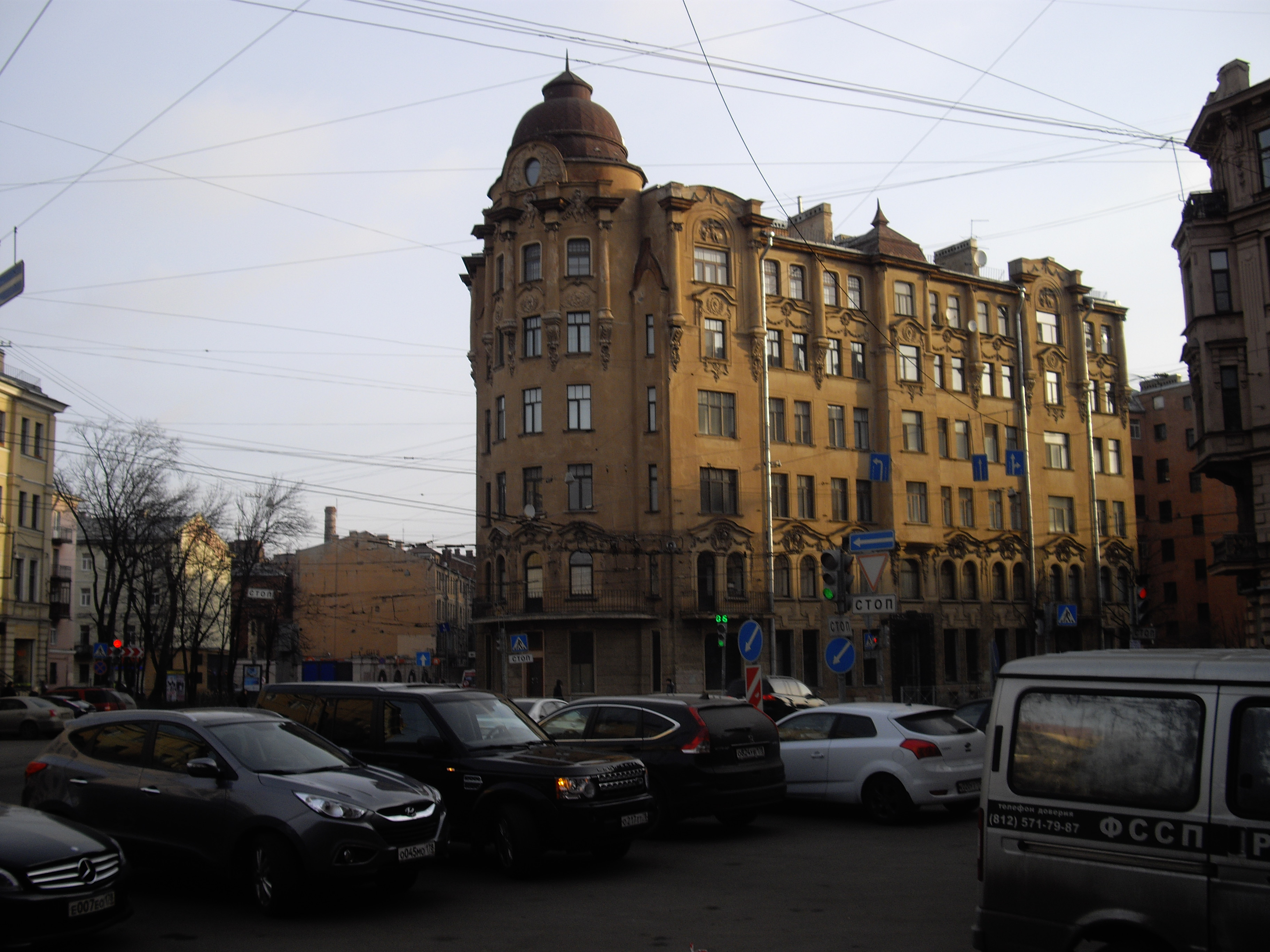
Дом Савина в начале Большой Пушкарской ул.

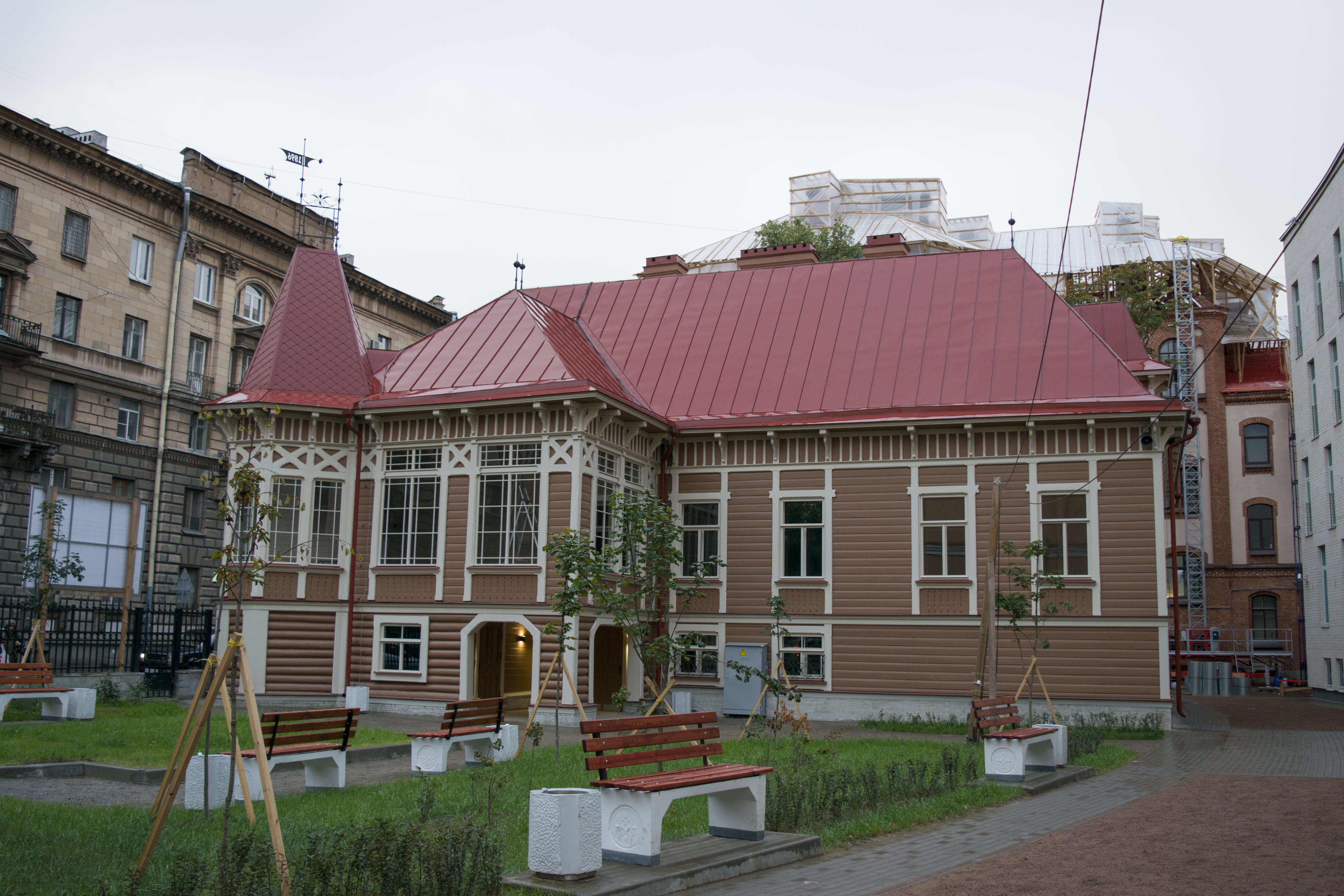
Особняк Ю. К. Добберт, д. 14

- Дом № 1 (Съезжинская улица, 8) — доходный дом новоладожского мещанина А. С. Савина, построенный в 1908—1909 по проекту архитектора С. Г. Гингера. Оформлен в стиле модерн с элементами необарокко, в настоящее время является памятником архитектуры регионального значения[3]. В мае 2022 года с фасадов здания сбили оригинальный лепной декор, однако УМВД России по Петроградскому району отказало КГИОП в возбуждении уголовного дела по этому факту[4].  7831318000
- В доме № 2 на углу Съезжинской улицы с осени 1894 по 1895 год на квартире В. А. Князева собирался марксистский кружок, которым руководил В. И. Ленин.
- Дом № 3 (правый дом): дом В. С. и Е. П. Кирилловых, 1908, техн. Д. Г. Фомичёв[5]. Дом являлся собственностью Василия Степановича Кириллова и Екатерины Петровны Кирилловой (урожд. Хрустиной, умерла в блокаду), заказавших в 1908 перестройку его правой половины архитектору Д. Г. Фомичеву. Владельцы занимали квартиру № 6, с выходом на балкон, убранный с фасада по распоряжению ГУЖА в 2008 г. В 1910 году в доме жил большевик М. С. Ольминский[6]. С 1927 по 1942 г. в этой же квартире жила также сестра владелицы, Анна Петровна Янова (урожд. Хрустина, умерла в блокаду, в апреле 1942), её муж, инженер Павел Никитич Янов (умер в блокаду, 12. 2. 1942), и их дети: художник Константин Янов, с 1927 г. также его жена, художник Н. П. Пономарёва (умерла в блокаду, в апреле 1942); художник В. П. Янова, её муж и сыновья — художники Г. А. В. Траугот. В 1942 г. семья Траугот переехала в кв. № 59. В апреле — мае 1915 года в этом доме снимала комнату поэт Анна Ахматова: в дневниках она называла этот дом «Пагодой». В 1914—1917 годах здесь же жил архитектор и художник В. К. Кейс[7].  7831319000
- Дом № 7 — дом Басевича, 1912, арх-р А. И. Зазерский[8]. Историческое здание в стиле модерн в 2016 году дом передали «Академии танца Бориса Эйфмана» для приспособления под современное использование. В начале 2020 года выяснилось, что проект предусматривает полный снос здания с последующим восстановлением фасадов[9][10][11]. Под давлением градозащитников в конце лета 2020 удалось добиться пересмотра проекта, был подан иск в суд[12]. Однако в январе 2021 выяснилось, что осенью 2020 некий Д. Куклин подал опережающий иск на обжалование решения суда о признании дома аварийным, и проиграл дело. Об этом не знали ни активисты, занимающиеся охраной здания, ни ВООПИиК. По их мнению, соответствующее заключение КГИОП было опубликовано на сайте комитета задним числом, а иск Куклина подавался с целью намеренно проиграть дело, лишив градозащитников возможности оспорить решение суда[13][14]. В сентябре 2021, накануне общественных слушаний собрание было отменено под предлогом мер по борьбе с распространением Covid-19[15]. 17 сентября стало известно, что Городской комитет по строительству заказал новую экспертизу проектной документации на реконструкцию здания и его приспособления к современным условиям, что противоречит действующему решению суда о приостановке работ на участке[16]. По по состоянию на сентябрь 2021 года, продолжается противостояние защитников здания и театра Эйфмана, которому принадлежит свыше 34000 м² недвижимости в Петербурге, включая открытую в 2013 году Академию танца в доме № 14 по Большой Пушкарской[14][17].
- Дом № 10 / улица Лизы Чайкиной, дом 3: Комплекс картонажно-переплётной фабрики «Отто Кирхнер» (основана в 1871 году, затем фабрика «Светоч»), 1890-е, гражд. инж. Л. П. Андреев, архитектор А. И. Шамбахер; 1900-е—1910-е, арх. А. Г. Бёме, инж. п.с. В. М. Блохин. Фабрика лишилась этого здания в 2006 году[18], но магазин канцелярских товаров в доме 6, ранее принадлежавший фабрике, сохранял свой профиль до 2010 г. На углу дома установлена табличка с отметкой «Уровень воды 23 сент. 1924 г.» (в этот день уровень воды в Неве поднимался до отметки 380 см выше ординара).  7831320000
- Дом № 11 / ул. Лизы Чайкиной, дом 8 — 1955—1957, арх. Н. М. Назарьин.
- Дом № 12 / улица Лизы Чайкиной, дом 4: дом Ю. К. Добберт, 1898—1899, арх. А. Я. Рейнберг. С 1840 года на участке, охватывающем этот дом и соседний дом 14, находилась усадьба с двумя деревянными особняками, занимавшая почти весь квартал и принадлежавшая действительному статскому советнику Фёдору Богдановичу Грефе. В 1856 году его вдова Екатерина Карловна завещала усадьбу их дочери Мине Фёдоровне, в замужестве — Штейнман. Её супруг Иван Богданович Штейнман был профессором греческой словесности и имел чин тайного советника. Мина Фёдоровна разделила имение на две части. В 1902 году участок № 12 принадлежал жене доктора медицины Юлии Карловне Добберт, для которой архитектор Август Рейнберг возвёл здесь доходный дом[19].  781710971430005
- Дом № 14 — особняк Греффа, затем Штейнмана, затем Добберт (прежде часть единого имения с домом № 12)[20]. Это единственный сохранившийся деревянный дом на Большой Пушкарской улице и один из немногих уцелевших на Петроградской стороне. Частично сохранилась и отделка помещений: деревянный портал и встроенные шкафы кабинета, лепной орнамент гостиной и лестницы. Дом существовал уже в 1854 году. В 1896 году архитектор Август Рейнберг перестроил его в стиле поздней эклектики романтического характера. Высота крыши была увеличена, мезонин и крыльцо разобраны, в обшивку стен введены элементы декоративного каркаса и детали пропильной резьбы, добавлены угловые эркеры и веранда с башенкой[21]. Перед революцией дом принадлежал фабрике «Отто Кирхнер» (затем «Светоч»). В советское время здесь был фабричный детский сад, затем административные службы ОАО «Светоч», нотариальная контора и другие учреждения. В 2015 году здание передали театру Бориса Эйфмана, после реставрации в нём планировали открыть музей балета[22][23], 65 млн рублей на проект предоставил городской бюджет[24][25].  781720992370005

### От Введенской улицы до улицы Ленина

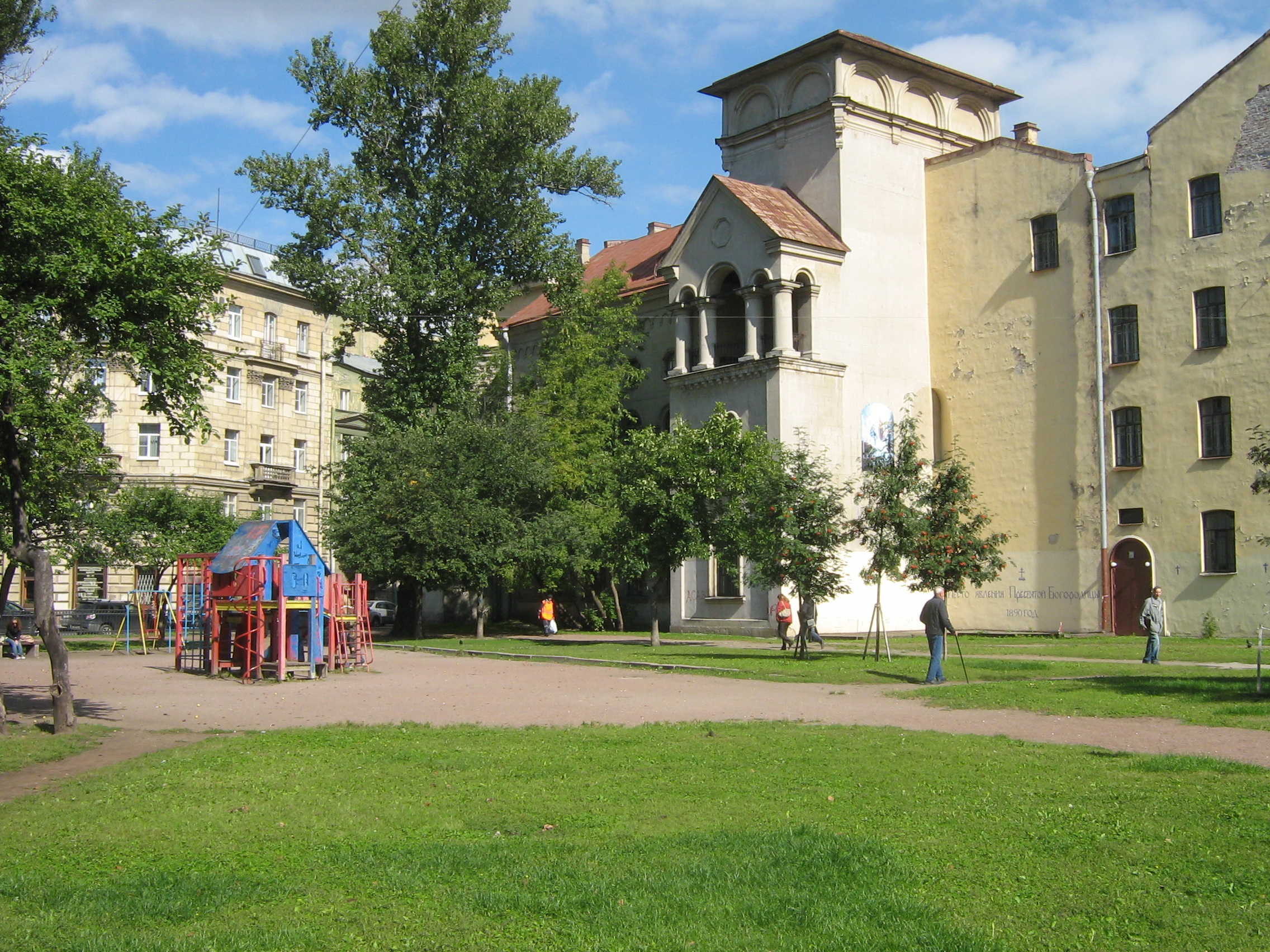
Пушкарский сад

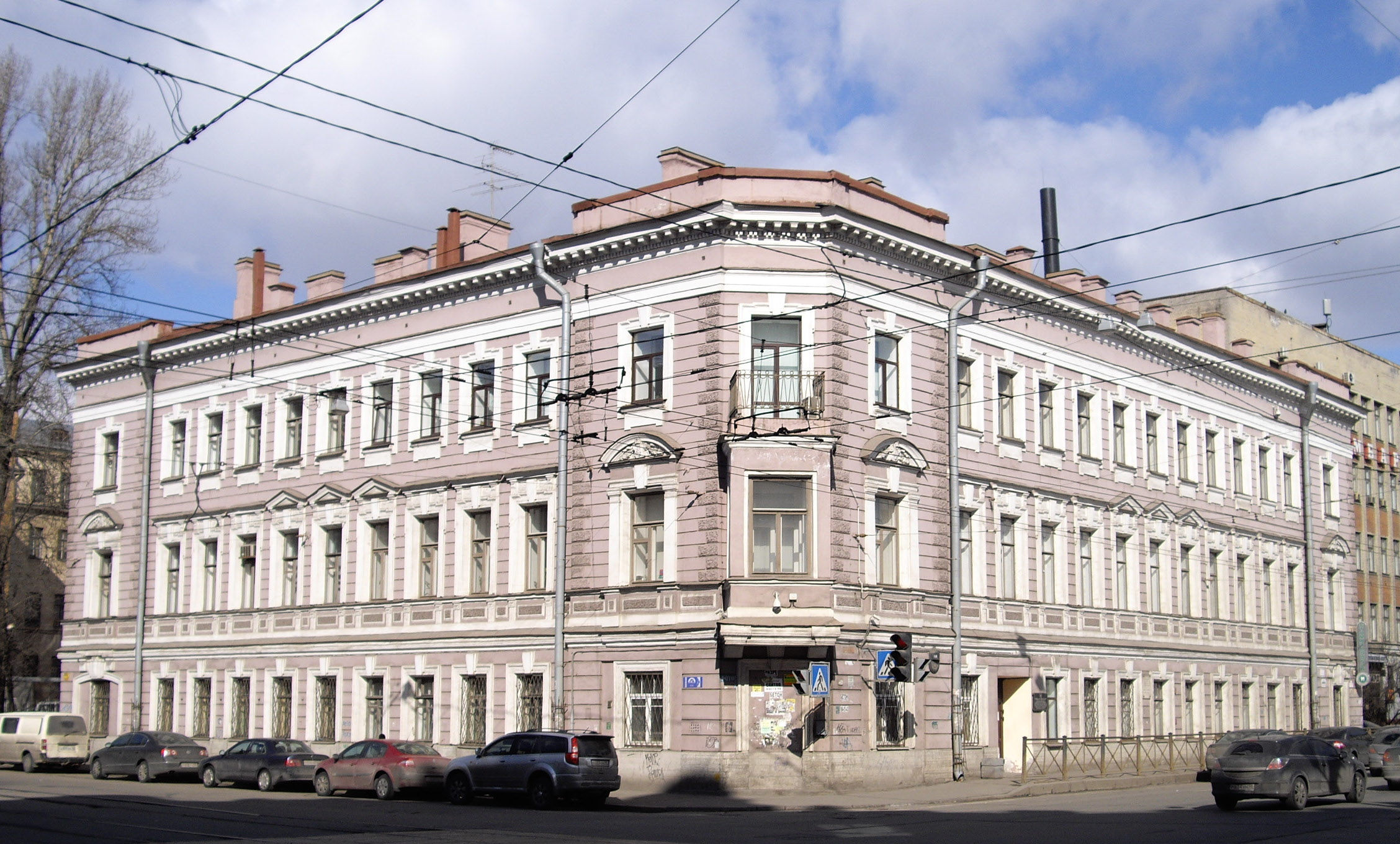
Большая Пушкарская ул., 18 / Введенская ул., 4

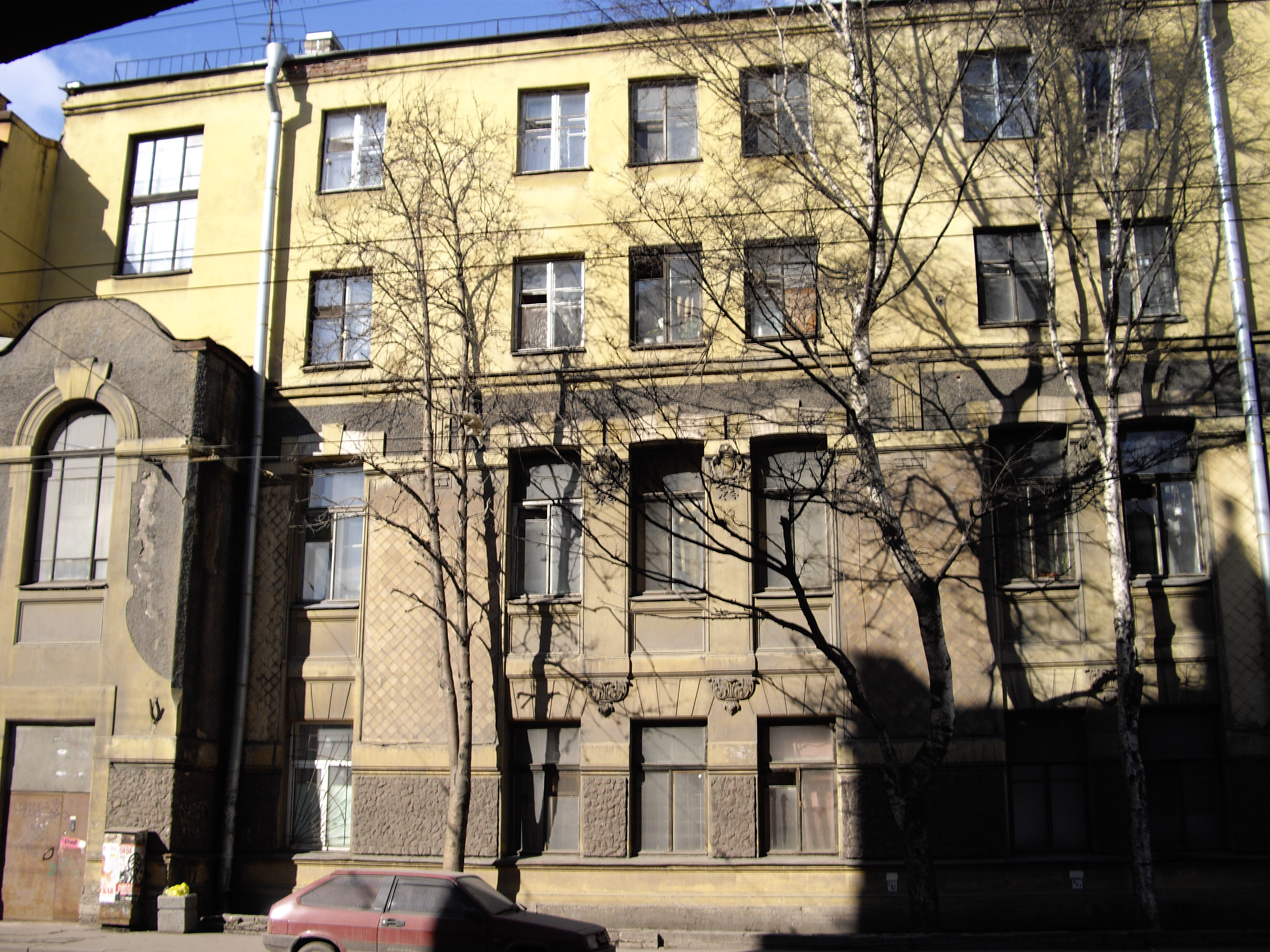
Большая Пушкарская ул., 26

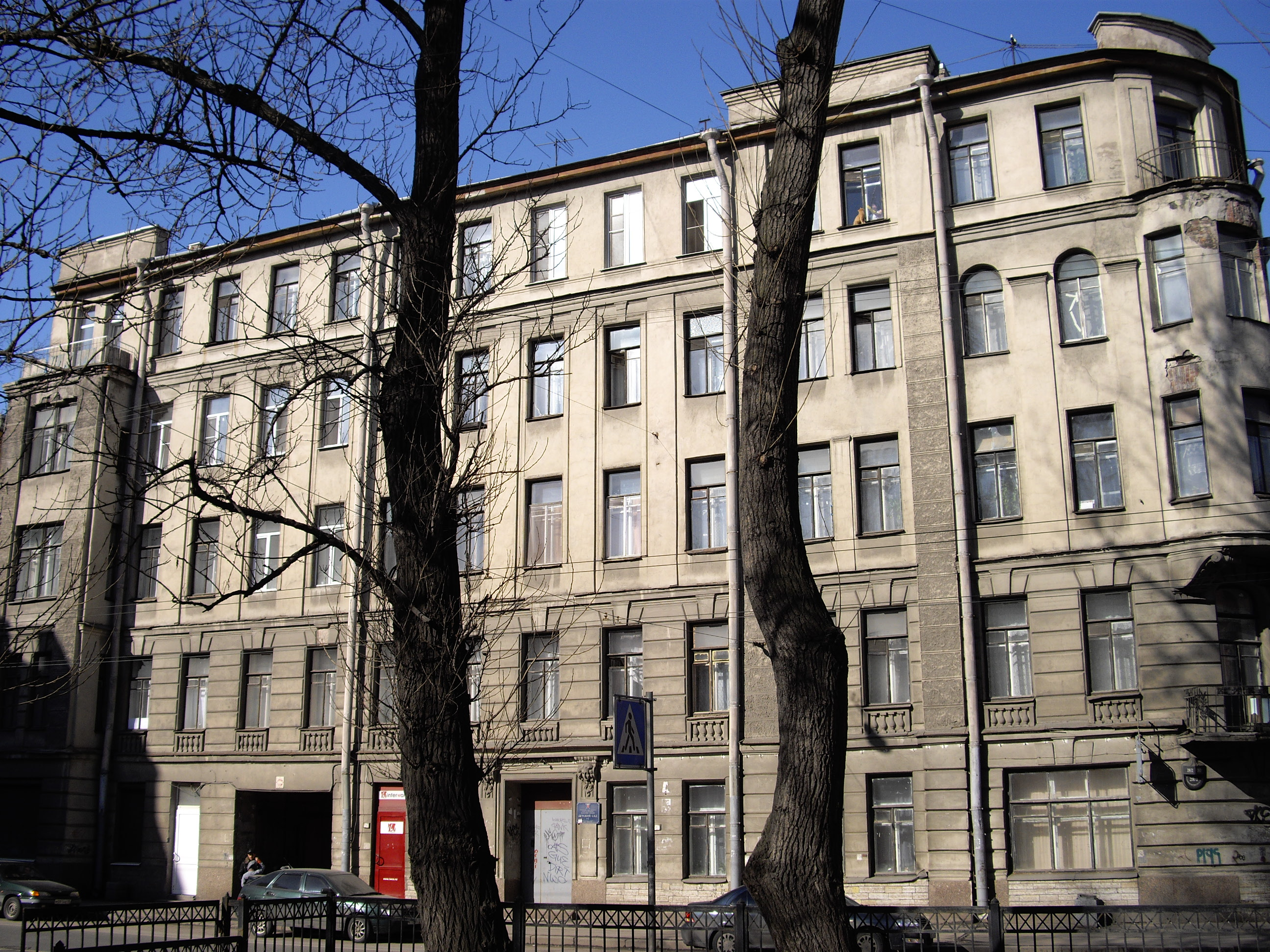
Большая Пушкарская ул., 28 / Шамшева, 2

- На участке, ограниченном Введенской улицей, Большой Пушкарской улицей и улицей Воскова (бывшей Большой Белозерской), находится Пушкарский (Введенский) сад, на месте которого прежде располагалась Введенская церковь (снесена в 1932 году).
- Дом № 15 / ул. Воскова, д. 2 — «сталинский» жилой дом, занимающий участок, ограниченный Большой и Малой Пушкарскими улицами и улицей Воскова (арх. А. П. Щербёнок, около 1954 года[26]).
- Дом № 17 на углу Большой и Малой Пушкарской улиц — доходный дом, построенный в 1906 году по проекту академика архитектуры А. М. Кочетова. Окна лестницы были украшены наборными витражами с растительным сюжетом (утрачены)[27].
- Дом № 18 / Введенская ул., дом 4 — угловой трёхэтажный доходный дом, построен в 1879—1880 в стиле эклектики по проекту Л. Ф. Шперера для потомственного почётного гражданина И. А. Аверина. Фасад оформлен рустовкой и наличниками окон. С осени 1889 по 1918 год в этом доме жил физиолог И. П. Павлов: до 1892 на третьем этаже, а затем в более просторной (7-комнатной) квартире № 21 на втором этаже. В 1920-е в этом здании разместились медицинские учреждения. В 1949 году были установлены мемориальные доски на фасаде и в поликлинике — бывшей квартире Павлова. Квартира подверглась перепланировке при комплексном капитальном ремонте 1977—1980.  781710971800005
- Дом № 21 — техник Меер Давидович Розензон, 1901.
- Дом № 22 — «Пушкарские бани» (трёхэтажное здание бань Е. Ф. Овчинникова, 1876—1877, арх. П. Ю. Сюзор; 1880, расширение, арх. Г. А. Соловьёв. В 2008—2009 годах здание перестраивается под бизнес-центр с сохранением исторического фасада и возведением на примыкающем участке (на месте снесённой котельной) и за ним 5—6-этажного комплекса зданий в стиле хай-тек[28] по проекту архитектурного бюро «Як» под руководством Александра Кицула[29].  781410075760005
- Напротив бывших «Пушкарских бань» находится дом № 15 — сталинская архитектура, 1954—1956, арх. А. П. Щербёнок).
- В доме № 23 на углу Саблинской улицы расположен Северо-западный радиотрансляционный узел.
- Дом № 25 — доходный дом. Построен в 1908 году по проекту А. К. Голосуева.
- Дом № 26 — собственный дом Д. И. Менделеева, арх. А. И. фон Гоген, 1900—1901 (позже надстроен).
- Дом № 28 / Шамшева ул., 2 — построен в 1912 году по проекту П. М. Мульханова, и здесь же П. М. Мульханов жил[30]. Также в этом доме жил поэт-эгофутурист К. К. Фофанов, известный под псевдонимом Константин Олимпов[31].
- Дом № 30 / Шамшева ул., д.1 — доходный дом, 1877—1878, архитектор П. Ю. Сюзор.
- Дом № 32 перед небольшим сквером на углу с Гатчинской улицей, граничащий с соседним домом 30 — то, что осталось от двухэтажного особняка Шороховых. Оба участка — № 30 и № 32, — с 1860-х принадлежали купцу Петру Ивановичу Шорохову, а затем его сыну Петру Петровичу Шорохову. Отец и сын Шороховы были потомственными почётными гражданами Санкт-Петербурга, депутатами Городской думы, председателями нескольких благотворительных обществ, старостами Матвеевской церкви, владельцами нескольких доходных домов и Белозерских бань, попечителями Введенской гимназии. Особняк был построен в 1898 году по проекту Назарова[32]. Часть фасада особняка, обращённая к Гатчинской улице, отсутствует — поглощена брандмауэром корпуса доходного дома (1911 г. постройки). К этому брандмауэру примыкал деревянный корпус, построенный в 1870 и разобранный в 1962 году, на месте которого теперь находится сквер. В середине 2010-х дом был перестроен, так что над сохранившейся частью особняка Шорохова появилась мансарда.
- Дом № 34 с башенкой в виде шишки на углу Гатчинской улицы построен в 1911 году по проекту техника-инженера Л. В. Богуского (позже реконструирован). На фасаде установлена мемориальная доска: «В этом доме с апреля м-ца 1913 г. по апрель 1914 г. помещалось профессиональное общество рабочих металлистов. Лен. райком союза металлистов» (1928 год).
- В доме № 36 в первой половине 1930-х годов жил поэт Николай Заболоцкий.
- Дом № 38 (другим фасадом выходит на Большой проспект Петроградской стороны, дом 45)  памятник архитектуры (вновь выявленный объект)[33]: дом архитектора Н. Н. Никонова, построен по его же проекту в 1900—1901 году в стиле эклектики с мотивами русского стиля.
- На участке между домами № 25а и № 27 площадью 483 м², ранее занятом гаражами[34], 000 «Строительная компания С.Э.Р.» в 2004—2007 годах построила дом 25 — 5-этажное офисное здание, стилизованное под окружающую застройку.
- В доме № 40 — образце «сталинской архитектуры» — расположен Петроградский эксплуатационный участок ГГХ «Ленгаз».

### От улицы Ленина до Каменноостровского проспекта

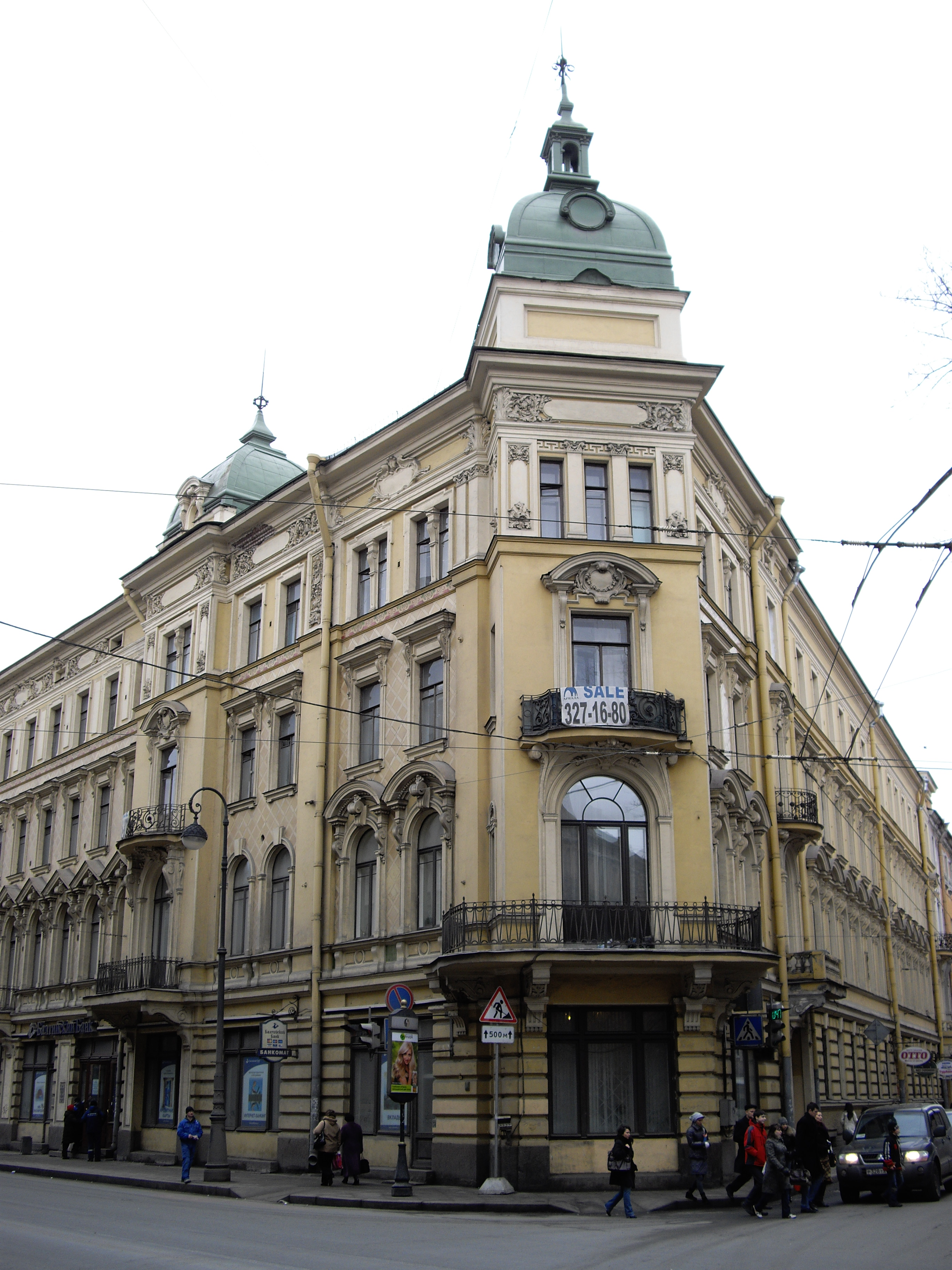
Большая Пушкарская ул., 47 / Каменноостровский пр., 32

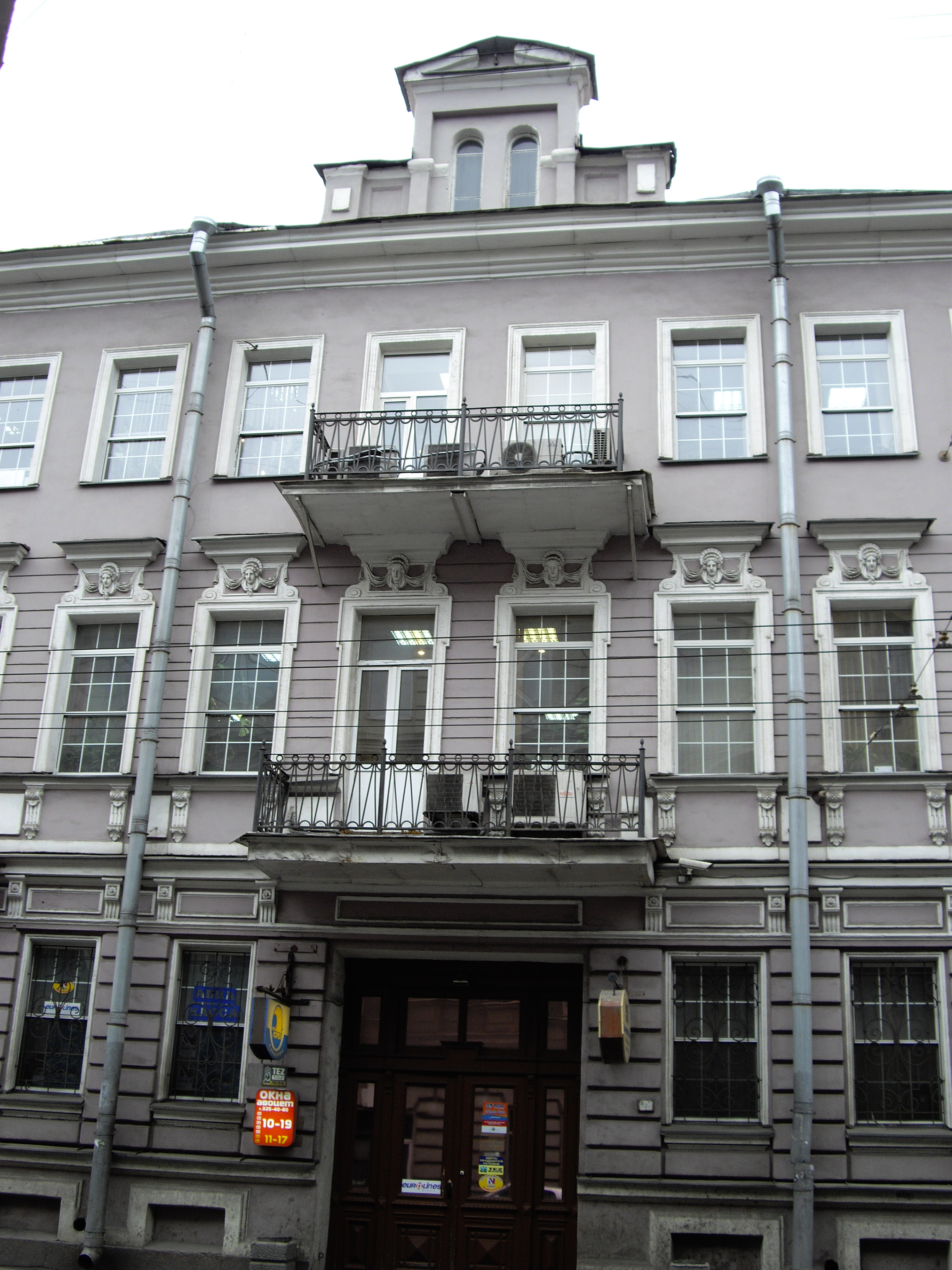
Большая Пушкарская ул., 41 (дом Алфёрова)

- В доме № 35 в течение нескольких десятилетий находился телефонный узел, где в 1985 году была установлена мемориальная доска из мрамора: «Вечная слава труженикам Петроградского телефонного узла, погибшим в борьбе за честь и свободу советской Родины на фронтах Великой Отечественной войны 1941—1945 гг.» (автор А. М. Кирик). Телефонный узел освободил здание в июне 2006 года, с тех пор часть помещений сдаётся в аренду. С 2009 года в здании расположился Санкт-Петербургский институт экономики и управления[35]. За этим зданием расположен Матвеевский сад (официальное название — Калининский сад[36]), ограниченный с других сторон улицей Ленина, Матвеевским переулком и Кронверкской улицей. Ранее на территории сада находилась церковь апостола Матфия и Покрова Пресвятой Богородицы (конец XVIII — начало XIX века, арх. Л. И. Миллер).
- Дом № 37  памятник архитектуры (региональный) — Доходный дом Первого Российского страхового общества, 1913—1914, неоклассицизм (архитекторы Л. Н. Бенуа, Ю. Ю. Бенуа и А. Н. Бенуа при участии А. И. Гунста). Дом занимает значительную часть крупного квартала и выходит также на Кронверкскую улицу (дом № 29) и Каменноостровский проспект (дом № 26-28). На фасаде со стороны Большой Пушкарской улицы в 1991 году установлена мемориальная доска: «В этом доме жил и работал с 1937 по 1941 г. великий советский композитор Дмитрий Дмитриевич Шостакович. Здесь им создавалась Седьмая (Ленинградская) симфония» — с горельефом композитора.
- Дом № 39 — 1908—1909, архитектор С. Г. Гингер. В рамках гражданской инициативы «Последний адрес» 25 июля 2015 года на доме установлены мемориальные знаки с именами супругов — бухгалтера Павла Давыдовича Беленького и домохозяйки Лидии Евгеньевны Богдановой, арестованных сотрудниками НКВД 2 июня 1937 года и расстрелянных с разницей в 10 дней: 5 и 15 сентября соответственно[37].
- Дом № 41 — доходный дом и особняк И. А. Алфёрова (архитектор П. И. Гилев, 1898—1899). Парадная лестница была украшена витражами, выполненными в технике травления (парадная реконструирована в 1996—1997 гг., витражи утрачены)[27].
- Дома № 44 и № 48 — образцы архитектуры эпохи застоя (1966, арх. В. Ф. Белов, Н. Н. Трегубов, Л. И. Шимановский). В доме № 44 (ул. Ленина, дом № 7) с 1966 по 2001 год жил драматург А. М. Володин. По ходатайству художественного руководителя театра «Остров» режиссёра Александра Болонина и драматурга и писателя Ильи Штемлера 10 февраля 2004 года на доме была установлена мемориальная доска (скульптор Григорий Ястребенецкий и архитектор Татьяна Милорадович)[38].
- Дом № 45 — доходный дом, арх. В. П. Цейдлер, 1904.
- Дом № 46 — 1911 год, модерн, архитектор И. И. Долгинов. Жил Трауберг Л. З. в 1934—1935.
- Дом № 47 / Каменноостровский проспект, 32 — дом Э. Г. Шведерского, построен в 1898—1900 (архитектор В. П. Цейдлер). В 1910-х в кв.19 собирался кружок поэтов под названием «Вечера Случевского» (ведший начало от «поэтических пятниц» К. К. Случевского), членами которого были, в частности, Ахматова, Блок, Бунин, Гумилёв, Вячеслав Иванов, Щепкина-Куперник. В этом доме с 1999 года работает частный «Музей фонографов и граммофонов Дерябкина» (вход из Сада Андрея Петрова).  7831327000
- Примерно напротив телефонной станции, с отступом от линии застройки, расположен дом № 50 — особняк Я. И. Савича, построенный по проекту М. М. Синявера в 1910 году (позже надстроен с двух до 5 этажей и превращён в многоквартирный жилой дом). В этом доме с 1910 по 1932 год располагалось творческое объединение «Община художников», а с 1934 по 1949 год жил художник Константин Иванович Рудаков, о чём напоминает мемориальная доска на фасаде, установленная в 1972 году[39].

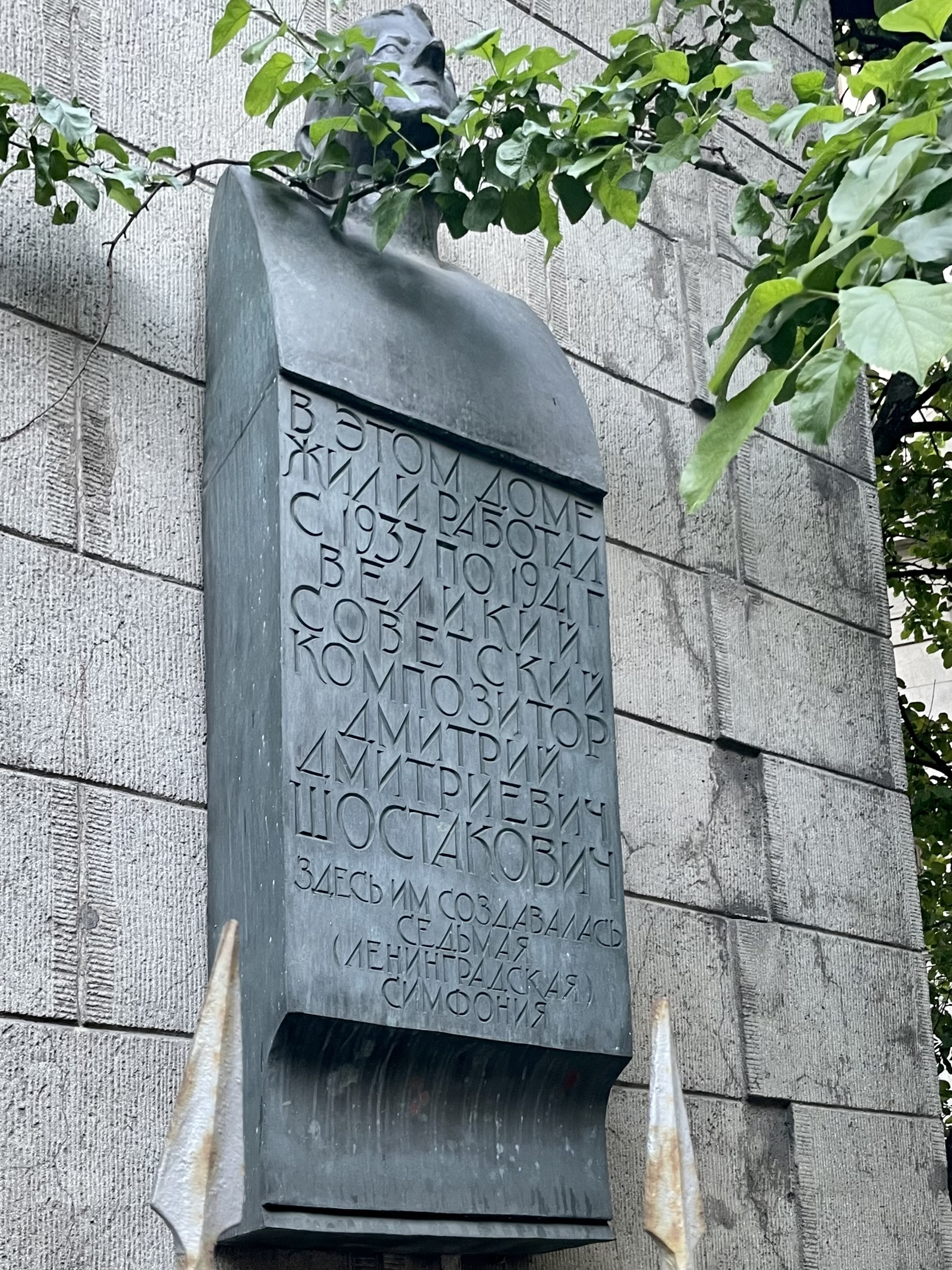
Мемориальная доска Шостаковичу на доме Бенуа (№ 37)

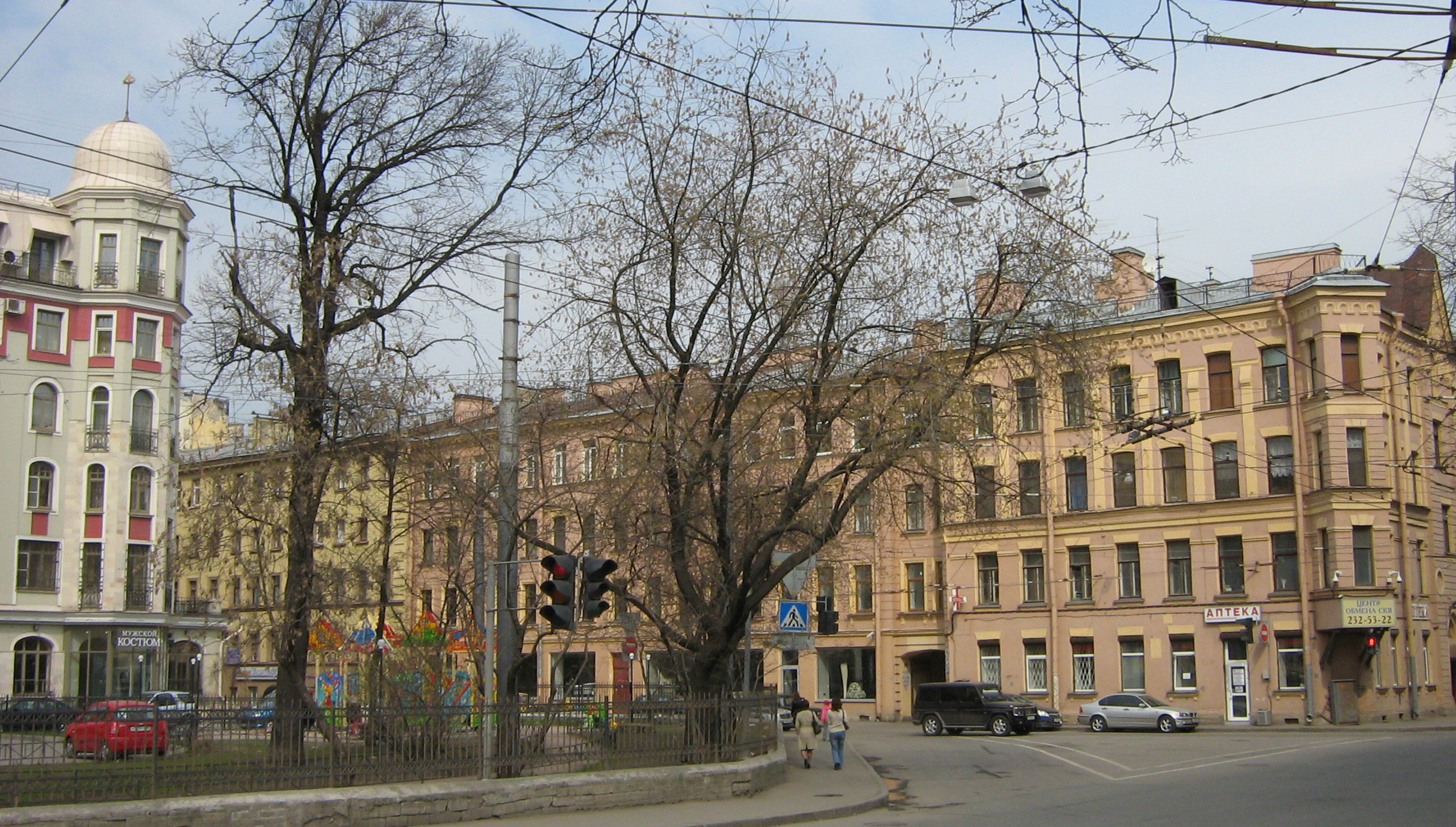
Большая Пушкарская ул., 52, у начала Бармалеевой ул.

- В доме № 54 с 1958 по 1966 год жил народный артист СССР Л. С. Вивьен (в 1968 году на фасаде установлена мемориальная доска).
- Дом № 56 построен по проекту К. Т. Андрущенко в 1883 году, перестроен по проекту Л. Л. Фуфаевского в 1909 году.
- Почти симметричные угловые дома 60 и 62 у начала Ординарной улицы построены по проекту А. А. или А. И. Поликарпова в 1899—1904 годах[40].

## Пересечения
Большую Пушкарскую улицу пересекают или граничат с ней следующие улицы (в порядке с юго-запада на северо-восток):
- Съезжинская улица у домов № 2, 4 и 1/8.
- Пионерская улица у дома № 6.
- Улица Лизы Чайкиной у домов № 10/3, 12/4 и 11/8.
- Введенская улица у домов № 16/3, 18/4 и 13/5.
- Улица Воскова у дома № 15/2.
- Малая Пушкарская улица между домами № 15 и 17.
- Шамшева улица между домами № 28/2 и 30.
- Саблинская улица между домами № 21 и 23.
- Гатчинская улица между домами № 32 и 34.
- Улица Ленина у домов № 33/14, 42/16 и 44/7.
- Улица Подковырова у дома № 48/2.
- Кронверкская улица у Матвеевского сада и дома № 37/29.
- Бармалеева улица у дома № 52.
- Ординарная улица между домами № 60 и 62.
- Каменноостровский проспект у домов № 47/32 и 64/34.